# Pic à glace (album)
Cet article concerne l'album de Bijou. Pour l'objet, voir Pic à glace.
Albums de  Bijou
Bijou Bop
(1981) Jamais domptés
(2000)
Pic à glace est une compilation du groupe Bijou.

## Titres
1. C'est un animal (Palmer/Thoury)
2. La fille du Père Noël (Dutronc/Lanzmann)
3. Si tu dois partir (Bob Dylan)
4. Le tueur (Yan/Thoury)
5. OK Carole (Palmer/Thoury)
6. Sidonie (Yan/Thoury)
7. Décide-toi (Philippe Dauga/Thoury)
8. Art majeur (Palmer/Thoury)
9. Non, pas pour moi (Philippe Dauga/Thoury)
10. Les papillons noirs (Gainsbourg)
11. Je te tuerai (Palmer/Thoury)
12. Betty Jane Rose (Gainsbourg)
13. Je pense a toi (Philippe Dauga/Thoury)
14. Le kid (Philippe Dauga/Thoury)
15. Je ne t'oublierai jamais (Palmer/Thoury)
16. Woo ho ou woo ho (Palmer/Thoury)
17. Continental (Philippe Dauga/Thoury)
18. Rock à la radio (Yan/Thoury)
19. Pas comme vous (Philippe Dauga/Thoury)
20. Au nom de l'amour (Philippe Dauga/Thoury)
21. Les gens parlent (Palmer/Thoury)
22. Sourire d'ange (Palmer/Thoury)